# Trận Philippi
Trận Philippi là trận đánh cuối cùng trong các cuộc chiến tranh của liên minh tam hùng lần thứ 2 giữa quân đội của Marcus Antonius và Octavianus (Liên minh tam hùng lần thứ hai) với những kẻ ám sát Julius Caesar là Marcus Junius Brutus và Gaius Cassius Longinus vào năm 42 TCN, tại Philippi ở Macedonia. Tam hùng lần thứ hai tuyên bố rằng cuộc nội chiến này để trả thù những kẻ ám sát Julius Ceasar.
Trận chiến bao gồm 2 cuộc chạm trán xảy ra ở đồng bằng phía tây của thành phố cổ Philippi. Trận đánh đầu tiên xảy ra vào tuần đầu tiên của tháng 10, Brutus phải đối mặt với Octavianus, trong khi quân đội của Antonius chống lại quân của Cassius. Lúc đầu, Brutus đẩy lùi Octavianus và tiến vào doanh trại lê dương của ông. Tuy nhiên, Cassius đã bị đánh bại bởi Antonius và buộc phải tự tử sau khi nghe tin sai rằng Brutus đã thất bại. Brutus đã thu nhận số quân còn lại của Cassius và cả hai bên đều lui quân về trại của mình cùng với những chiến lợi phẩm của họ. Trận đánh đã diễn ra cân bằng và được cho là hòa, phía Brutus tổn thất Cassius do đã tự tử.
Ở trận giao tranh thứ 2, ngày 23 tháng 10, đánh dấu sự thất bại và kết thúc của phe Brutus. Brutus buộc phải tự tử, để cho liên minh tam hùng lần thứ hai kiểm soát Cộng hòa La Mã.

## Mở đầu
Sau khi ám sát Caesar, Brutus và Cassius (hai kẻ âm mưu chính, còn được biết đến với tên Liberatores) đã rời Ý để nắm quyền kiểm soát tất cả các tỉnh Đông (từ Hy Lạp và Macedonia tới Syria) và các vương quốc đồng minh phương đông. Ở Rome, ba nhà lãnh đạo chính của phe Caesar (Antonius, Octavianus và Lepidus), những người kiểm soát hầu như tất cả các quân đội La Mã ở phía Tây, tiến hành tiêu diệt những nguyên lão đối lập với họ và thành lập liên minh tam hùng lần thứ hai. Một trong những mục tiêu đầu tiên của họ là tiêu diệt lực lượng Liberatores.
Tam hùng quyết định để Lepidus ở lại Italia trong khi hai đối tác chính còn lại của chế độ tam hùng (Antonius và Octavianus) tiến quân đến miền Bắc Hy Lạp cùng với những đội quân tốt nhất của họ (tổng số là 28 quân đoàn Lê dương). Rất có thể họ đã dùng phà để quân đội của mình vượt qua biển Adriatic và phái một lực lượng do thám gồm 8 quân đoàn lê dương (dưới sự chỉ huy của Norbanus và Saxa) di chuyển dọc theo đường qua Egnatia với mục đích tìm kiếm quân đội của phe Liberatores. Norbanus và Saxa vượt qua thị trấn Philippi ở miền đông Macedonia và chiếm lấy một vị trí phòng thủ tốt ở gần một con đường hẹp qua núi. Antonius đã đến trước trong khi Octavianus trì hoãn tại Dyrrachium vì đang ốm (mà đã theo ông trong suốt chiến dịch Philippi). Mặc dù các thành viên tam hùng đã vượt qua biển cùng với quân đội của mình, nhưng việc liên lạc với Italy lại rất khó khăn vì sự có mặt của hạm đội phe Liberatores gồm 130 tàu chiến do đô đốc Ahernobarbus chỉ huy, ngăn trở.
Phe Liberatores không muốn tham gia vào trận chiến quyết định này mà họ muốn tìm được một vị trí thuận lợi cho việc phòng thủ và sau đó sử dụng ưu thế hải quân của họ nhằm ngăn chặn sự liên lạc của tam hùng với căn cứ quân nhu của họ tại Ý. Họ đã dành những tháng trước đó để cướp bóc các thành phố Hy Lạp, và đã tập trung tại Thrace với các quân đoàn La Mã từ các tỉnh miền Đông và các đội quân từ các đồng minh của họ. Với lực lượng vượt trội của mình, họ đã có thể đánh vào bên sườn của quân Norbanus và Saxa, khiến hai người này phải rời bỏ vị trí phòng thủ của mình và rút lui về phía tây của Philippi. Vì vậy, Brutus và Cassius có thể chiếm một vị trí phòng thủ tốt,dọc theo hai bên của Egnatia cách khoảng 3,5 km về phía tây của thành phố Philippi. Họ có nhiều thời gian để củng cố vị trí của mình với một lũy và một mương. Brutus đặt trại của ông ở phía Bắc, trong khi Cassius về phía nam qua Egnatia. Antonius đến ngay lập tức và vị trí của quân đội ông là ở phía nam Egnatia trong khi Octavianus đặt quân đoàn của mình ở phía Bắc con đường.

## Lực lượng đối lập
Lực lượng của Tam hùng bao gồm 19 quân đoàn(một số quân đoàn khác đã được để lại ở phía sau). Các nguồn tin báo cáo cụ thể tên chỉ có một quân đoàn Lê Dương (Legion IV), những quân đoàn khác bao gồm VI, VII, VIII, X Equestris, XII, III, XXVI, XXVIII, XXIX, và XXX, đã định cư tại vùng đất này sau trận đánh. Hơn nữa, họ có một lực lượng lớn kỵ binh đồng minh (13000 kị binh của Octavianus và 20.000 với Antonius).
Quân đội của những kẻ giải phóng có 17 quân đoàn (tám với Brutus và chín với Cassius, trong khi hai quân đoàn khác đã ở lại với đội tàu). Chỉ có 2 quân đoàn là đầy đủ lực lượng, còn các đội khác được bổ sung bằng quân từ các đồng minh phương Đông của họ. Sử gia Appianus ghi rằng quân đội của họ khi tập trung lại lên đến 80000 bộ binh cùng với 17000 kị binh, bao gồm cả 5000 cung thủ mang trang phục phương Đông. Lực lượng này bao gồm các quân đoàn là quân cũ của Caesar hiện nay ở phía Đông (có thể là các quân đoàn XXVII, XXXVI, XXXVII, XXXI và XXXIII); như vậy hầu hết các quân đoàn là lính cũ của Caesar. Tuy nhiên, ít nhất quân đoàn XXXVI là gồm các lính cũ của Pompeius, tham gia trong quân đội của Caesar sau trận Pharsalus. Sự trung thành của những người lính mà đã được cho là tham gia cuộc chiến chống lại những người thừa kế của Caesar là một vấn đề tế nhị đối với những kẻ giải phóng. (Điều quan trọng cần nhấn mạnh rằng cái tên "Octavianus" không bao giờ được sử dụng bởi những người cùng thời: ông chỉ đơn giản được gọi là Caius Iulius Caesar). Cassius đã cố gắng trong tất cả các cách để củng cố lòng trung thành của binh lính của cả hai với các bài phát biểu mạnh mẽ ("Hãy để cho không ai có bất kỳ mối quan tâm rằng mình đã là một trong những người lính của Caesar. Chúng ta không phải là lính của ông ta khi ấy, nhưng là của đất nước chúng ta") và với một món quà là 1.500 denari cho mỗi lính lê dương và 7.500 denari cho mỗi đội trưởng.
Mặc dù các nguồn cổ không báo cáo tổng số lính của hai quân đội, có vẻ như là họ có một lực lượng tương tự nhau. Nhà sử học hiện đại đưa tổng số khoảng 100.000 Lính Lê dương cho mỗi bên.

## Trận chiến Philippi thứ nhất
Antonius khiêu chiến nhiều lần, nhưng không lôi kéo được những người giải phóng rời khỏi vị trí phòng thủ của họ. Dẫu vậy, Antonius đã cố gắng bí mật dùng mưu nhằm vào bên cánh của những người giải phóng thông qua các đầm lầy ở phía nam. Hành động này cuối cùng đã được chú ý bởi Cassius người đã cố gắng chống lại sự di chuyển này bằng cách di chuyển một phần của quân đội phía Nam vào các đầm lầy và làm cho một con đập chắn ngang, cố gắng cắt đứt cánh phải trải dài của Antonius. Điều này đã dẫn đến một trận đánh vào ngày 03 Tháng 10, năm 42 trước Công nguyên.

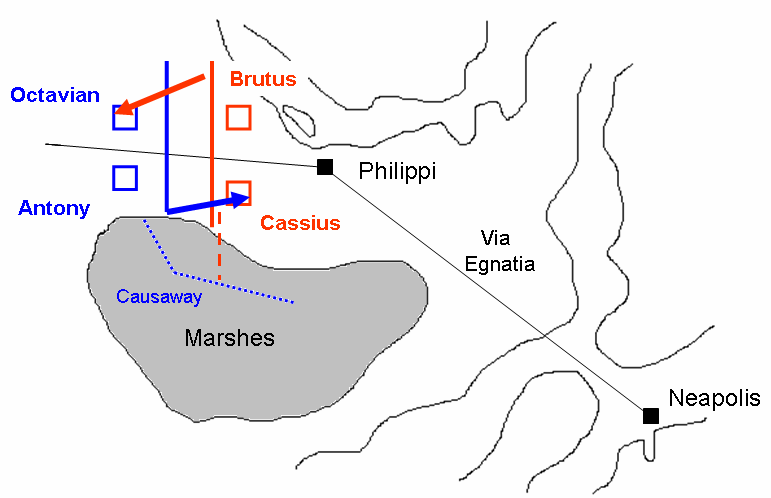
Trận Philippi thứ nhất

Antonius ra lệnh cho chống lại Cassius, nhằm vào những công sự giữa trại Cassius và các đầm lầy. Đồng thời, binh sĩ của Brutus bị khiêu khích, gây ra bởi quân đội của tam hùng, vội vã chống lại đội quân của Octavian, không chờ lệnh tấn công (với khẩu hiệu "Tự do"). Cuộc tấn công bất ngờ đã thành công hoàn toàn: quân đội của Octavianus đã bỏ chạy và bị truy đuổi tới tận trại của họ, mà bị chiếm bởi những người lính của Brutus, dẫn đầu bởi Marcus Valerius Messalla Corvinus. Ba trong số các biểu tượng thuộc quân đoàn của Octavianus cũng bị cướp mất, một dấu hiệu rõ ràng của sự tan rã. Octavianus không được tìm thấy trong lều của mình: chiếc ghế của ông bị chém và cắt ra từng mảnh. Hầu hết các nhà sử học cổ đại nói rằng ông đã được cảnh báo trong một giấc mơ rằng hãy cẩn thận trong ngày đó, như ông đã tự viết trong hồi ký của mình. Plinius thẳng thắn ghi chép rằng Octavianus đã lẩn trốn vào một đầm lầy.
Tuy nhiên, ở phía bên kia của Via Egnatia, Antonius đã có thể đã chiếm được công sự của Cassius, phá dỡ hàng rào và lấp đầy con rãnh. Sau đó, ông dễ dàng chiếm trại của Cassius, chỉ được bảo vệ bởi một vài người lính. Dường như một phần của quân đội Cassius đã tiến về phía nam: khi những người lính cố gắng để quay trở lại họ đã dễ dàng bị đẩy lùi bởi Antonius. Rõ ràng trận chiến đã kết thúc bất phân thắng bại. Cassius đã bị mất 9.000 lính, trong khi Octavianus đã có khoảng 18.000 thương vong. Tuy nhiên, chiến trường là rất lớn và những đám mây bụi đã làm cho nó không thể được đánh giá một cách rõ ràng về kết quả của trận chiến, do đó, cả hai phe không biết được số phận của nhau. Cassius chuyển lên đỉnh đồi, nhưng không thể nhìn thấy những gì đã xảy ra bên chỗ Brutus. Tin rằng mình đã hoàn toàn bị đánh bại, ông đã ra lệnh cho người nô lệ được giải phóng của mình, Pindarus, giết ông. Brutus than khóc trước thân xác của Cassius, gọi ông là " người La Mã cuối cùng ". Tuy nhiên, ông tránh một tang lễ công khai, vì sợ ảnh hưởng tiêu cực của nó đối với tinh thần quân đội.

## Trận Philippi thứ hai
Cùng ngày với trận Philippi thứ nhất, hạm đội của phe Cộng hòa đã có thể đánh chặn và tiêu diệt quân tiếp viện của phe tam hùng (hai quân đoàn và những đội quân khác, cùng vật tư dưới sự chỉ huy của Gnaeus Domitius Calvinus). Như vậy, vị trí chiến lược của Antonius và Octavianus đã trở nên khá nghiêm trọng, kể từ khi những vùng đất cạn kiệt của Macedonia và Thessaly không thể cung cấp quân nhu cho quân đội của họ trong thời gian dài, trong khi Brutus có thể dễ dàng nhận được quân nhu từ biển. Phe tam hùng đã phái một quân đoàn tiến về phía nam tới Achaia để thu thập quân nhu. Tinh thần chiến đấu của quân đội đã được khích lệ bởi lời hứa hẹn thưởng thêm 5.000 denarii cho mỗi người lính và 25.000 cho mỗi đội trưởng.
Tuy nhiên,Ở phía bên kia, quân đội của những người giải phóng bị bỏ lại mà không có bộ não chiến lược tốt nhất của nó. Brutus đã có ít kinh nghiệm quân sự hơn so với Cassius và thậm chí còn tồi tệ hơn, ông không thể có được sự tôn trọng như vậy từ các đồng minh của ông và binh lính của mình, mặc dù sau trận chiến, ông hứa ban thưởng một món quà là 1.000 denarii cho mỗi người lính.
Trong ba tuần tiếp theo, Antonius đã có thể từ từ đưa lực lượng của mình tiến về phía nam của quân đội của Brutus, củng cố một ngọn đồi gần trại cũ của Cassius, đã không được Brutus bảo vệ.
Để tránh bị đánh chọc sườn, Brutus bắt buộc phải mở rộng phòng tuyến về phía nam, song song với con đường qua Egnatia, xây dựng vài công sự tăng cường. Vị trí phòng thủ của Brutus vẫn an toàn, giữ được vị trí cao với một tuyến liên lạc an toàn với biển. Ông ta vẫn muốn giữ kế hoạch ban đầu để tránh một cuộc giao tranh mở trong khi chờ đợi lực lượng hải quân hùng mạnh của mình và để mặc kẻ thù. Thật không may, hầu hết sĩ quan, binh lính của ông ta đã mệt mỏi của các chiến thuật trì hoãn và yêu cầu một nỗ lực nhằm tiến hành một trận chiến. Có lẽ cả Brutus và các sĩ quan của ông lo sợ nguy cơ bị binh sĩ của họ đào ngũ về phe đối phương nếu họ đã không giữ uy quyền của họ đối với quân đội. Plutarchus cũng ghi lại rằng Brutus đã không nhận được tin tức về thất bại của Domitius Calvinus trong biển Ionia. Vì vậy, khi một số các đồng minh phương đông và lính đánh thuê bắt đầu đào ngũ, Brutus đã buộc phải tấn công vào chiều ngày 23 tháng 10.
Trận chiến này là một trận đánh giáp lá cà giữa hai đội quân của những cựu chiến binh đã được huấn luyện tốt. Tên và những ngọn lao gần như đã bị bỏ qua, thay vào đó, những người lính tập hợp lại vào trong những hàng ngũ vững chắc và chiến đấu mặt đối mặt cùng với thanh kiếm của họ, và cuộc chém giết này thật sự khủng khiếp. Cuối cùng, cuộc tấn công của Brutus đã bị đẩy lùi, và binh lính của ông ta tháo chạy toán loạn, hàng ngũ của họ bị phá vỡ. Binh lính của Octavianus đã có thể đánh chiếm được các cổng doanh trại của Brutus trước khi đội quân thảm bại có thể kịp lui về vị trí phòng thủ này. Vì vậy, quân đội của Brutus không thể tập hợp lại và khiến cho chiến thắng của phe Tam Hùng trở nên hoàn tất. Brutus đã có thể rút lui tới những ngọn đồi gần đó cùng với lực lượng tương đương với 4 quân đoàn. Nhận thấy việc đầu hàng và bị bắt giữ là không thể tránh khỏi, Brutus đã tự tử.
Tổng số thương vong cho trận chiến Philippi lần thứ hai đã không được ghi lại, nhưng với việc đánh giáp lá cà có khả năng gây thiệt hại nặng nề cho cả hai bên.

## Kết quả
Plutarch ghi chép lại rằng Antonius đã dùng một chiếc áo màu tím để che thi thể của Brutus như một dấu hiệu của sự tôn trọng.
Nhiều quý tộc La Mã trẻ khác đã thiệt mạng trong trận chiến hoặc tự tử sau thất bại, trong đó có con trai của nhà hùng biện vĩ đại Hortensius, và Marcus Porcius Cato (con trai của Cato trẻ), và Marcus Livius Drusus Claudianus (cha đẻ của Livia, người trở thành vợ của Octavianus). Một số nhà quý tộc mà đã có thể trốn thoát, sau đó đã dàn xếp việc việc đầu hàng của họ với Antonius và gia nhập vào phe của ông ta (trong đó có Lucius Calpurnius Bibulus và Marcus Valerius Messalla Corvinus). Rõ ràng là các nhà quý tộc này không muốn giao thiệp với Octavianus trẻ tuổi và tàn nhẫn.
Tàn dư trong quân đội của những kẻ giải phóng đã được tập trung và khoảng 14.000 binh sĩ đã được tuyển vào quân đội của phe Tam Hùng. Những cựu chiến binh lớn tuổi đã được xuất ngũ trở về Ý, nhưng một số cựu chiến binh vẫn ở lại thị trấn Philippi, mà đã trở thành một thuộc địa của Roma (Colonia Victrix Philippensium).
Antonius vẫn tiếp tục ở lại phía Đông, trong khi Octavianus quay trở lại Italy, với nhiệm vụ khó khăn đó là phải tìm kiếm đủ đất đai để định cư một số lượng lớn các cựu chiến binh. Bất chấp thực tế lúc này đó là Sextus Pompeius đang kiểm soát Sicilia và Domitius Ahenobarbus vẫn chỉ huy hạm đội cộng hòa, sự kháng cự của phe cộng hòa đã hoàn toàn bị nghiền nát tại Philippi.
Trận Philippi đã đánh dấu giai đoạn đỉnh cao trong sự nghiệp của Antonius: tại thời điểm đó, ông là vị tướng La Mã nổi tiếng nhất và là thành viên quan trọng nhất trong bộ Ba Tam hùng lần thứ hai.